# Trachyspermum villosum
Trachyspermum villosum là một loài thực vật có hoa trong họ Hoa tán. Loài này được (Haines) P.K.Bhattach. & K.Sarkar miêu tả khoa học đầu tiên năm 1998.